# Camille d'Hostun
Duca Camille d'Hostun, Conte di Tallard, Barone d'Arlan, Signore della Terra di Eymeu e del Ducato di Lesdiguières (Lione, 14 febbraio 1652 – Parigi, 20 marzo 1728), è stato un generale e nobile francese.
Era figlio di Roger d'Hostun de La Baume, marchese della Baume-d'Hostun, e di Marie de Neufville-Villeroy.

## Biografia

### Carriera militare
Iniziò la sua carriera militare come portabandiera della Gendarmeria di Francia. Maestro di campo nel 1665, partecipò alla Guerra d'Olanda agli ordini del Gran Condé nel 1672. Secondo Aubert de La Chesnaye des Bois:
Si segnalò in Alsazia nel 1674, prestando servizio agli ordini del Gran Turenne, in particolare nella battaglia di Seneffe. Di seguito comandò un corpo in battaglia nei combattimenti di Mülhausen e di Urchem e alle campagne del 1675 e 1676. Nominato brigadiere l'anno successivo, Tallard continuò il suo servizio fino alla pace di Nimega nel 1678. Prese parte poi all'assedio di Courtrai nel 1683 e a quello di Lussemburgo l'anno successivo.
Fu promosso Maresciallo di campo nel 1688. 
Partecipò alla guerra della Grande Alleanza e attraversò il Reno per saccheggiare il Palatinato nel 1691. In questa campagna le truppe francesi sconfissero quelle dell'Elettore di Sassonia Cristiano I e quelle del principe del Württemberg.
Partecipò quindi all'assedio di Ebersburg, durante il quale fu ferito, e all'attacco di Reinsfeld. Fu nominato luogotenente generale delle armate del re nel 1693, prima di essere inviato per due anni come ambasciatore straordinario a Londra. Al suo rientro, fu decorato con il degli ordini di San Michele e del Santo Spirito e nominato Governatore del Paese di Foix, annesso al dominio regio dal 1607.
Partecipò alla guerra di successione spagnola. Nel 1702 guidò le sue truppe sulla rive del Reno e divenne Maresciallo di Francia il 14 gennaio 1703. Durante la campagna del 1703 fece assediare il castello di Traerbach. Agli ordini del Duca di Borgogna, conquistò la città di Breisach sul Reno e la fortezza di Landau nel Palatinato il 6 settembre e vinse la battaglia di Spira il 15 novembre contro i principi di Assia Kassel e di Nassau Weilburg. Nel 1704 assediò la città di Villingen-Schwenningen con un'armata di 29.000 uomini.
Spalleggiato dai 34.000 uomini di Massimiliano II, elettore di Baviera, combatté le truppe comandate dal Duca di Marlborough e dal principe Eugenio di Savoia nel corso della battaglia di Blenheim, ma fu sconfitto, preso prigioniero il 13 agosto 1704 e portato a Nottingham, in Inghilterra. ove rimase prigioniero fino a novembre del 1711.
Durante la sua detenzione Luigi XIV gli concesse il governo della Franca Contea. Nel marzo 1712 divenne Duca di Hostun e nel 1717 membro del Consiglio di reggenza.. Nel 1723 divenne membro onorario dell'Accademia francese delle scienze, di cui fu presidente nel 1724. Nel 1726 infine fu nominato Ministro di Stato.
Il maresciallo Tallard morì a Parigi il 20 marzo 1728, all'età di 76 anni. La sua salma fu inumata nella chiesa di Santa Elisabetta d'Ungheria, in rue du Temple a Parigi.

## Matrimonio e discendenza
Il 28 dicembre 1677 Camille d'Hostun sposò Maria-Caterina di Grolée de Viriville-La Tivolière, figlia di Charles de Grolée, Conte di Viriville-La Tivolière, Conte di Chastonnay e di Beaurepaire, governatore della città e della cittadella di Montélimar, e di Caterina di Dorgeoise. Ella morì il 30 maggio 1701, all'età di 48 anni.
La coppia ebbe due figli e una figlia:
- François, marchese de La Baume. Maestro di campo di un reggimento di cavalleria, brigadiere dell'esercito del re; morto a Strasburgo il 20 settembre 1704 per le ferite riportate nella battaglia di Blenheim;
- Giuseppe Maria, Duca d'Hostun, Conte di Tallard (1683 – 1755), sposato a Maria Isabella di Rohan, figlia di Hercule Mériadec de Rohan, Duca di Rohan-Rohan e Principe di Soubise, e di Anne Geneviève de Lévis; la coppia ebbe un figlio, Luigi-Carlo-Giuseppe, ultimo Duca d'Hostun.
- Caterina Ferdinanda, che il 18 maggio 1704, nel castello di Bouthéon, sposò Gabriele Alfonso di Sassenage, Marchese di Sassenage, Signore di Virey e di Bruslon, Marchese di Pont en Royans, Signore d'Iseron e di Vourey.